# Гоцоб
Гоцо́б — село в Гергебильском районе Дагестана. Входит в состав сельского поселения «Сельсовет „Могохский“».

## Географическое положение
Расположено в 20 км к северо-западу от села Гергебиль.

## Население
| 1888 | 1895 | 1926 | 1939 | 1970 | 1989 | 2002 |
| ---- | ---- | ---- | ---- | ---- | ---- | ---- |
| 166  | ↘160 | ↘159 | ↗195 | ↘130 | ↘70  | ↗135 |
| 2010 | 2021 |      |      |      |      |      |
| ↗164 | ↘112 |      |      |      |      |      |

Моноэтническое аварское село.
Уроженцами села являются члены гоцинского рода Доного, самые известные из них — Мухаммад Доного, Абдулатип Гоцинский, Нажмудин Гоцинский.